# Irnfritz-Messern
Irnfritz-Messern is een gemeente in de Oostenrijkse deelstaat Neder-Oostenrijk, gelegen in het district Horn (HO). De gemeente heeft ongeveer 1400 inwoners.

## Geografie
Irnfritz-Messern heeft een oppervlakte van 55,92 km². Het ligt in het noordoosten van het land, ten noordwesten van de hoofdstad Wenen en iets ten zuiden van de grens met Tsjechië.
Een van de beschermde monumenten in de gemeente is de galgenberg. Op deze berg staan 3 stenen pilaren die in vroegere tijden als galg werden gebruikt.
Altenburg · Brunn an der Wild · Burgschleinitz-Kühnring · Drosendorf-Zissersdorf · Eggenburg · Gars am Kamp · Geras · Horn · Irnfritz-Messern · Japons · Langau · Meiseldorf · Pernegg · Röhrenbach · Röschitz · Rosenburg-Mold · Sigmundsherberg · Sankt Bernhard-Frauenhofen · Straning-Grafenberg · Weitersfeld
- Gemeinsame Normdatei: 4800732-8
- Virtual International Authority File: 235695305